# Liste der Bodendenkmäler in Bad Königshofen im Grabfeld
Auf dieser Seite sind die Bodendenkmäler in der unterfränkischen Stadt Bad Königshofen im Grabfeld zusammengestellt. Diese Tabelle ist eine Teilliste der Liste der Bodendenkmäler in Bayern. Grundlage ist die Bayerische Denkmalliste, die auf Basis des Bayerischen Denkmalschutzgesetzes vom 1. Oktober 1973 erstmals erstellt wurde und seither durch das Bayerische Landesamt für Denkmalpflege geführt wird. Die folgenden Angaben ersetzen nicht die rechtsverbindliche Auskunft der Denkmalschutzbehörde.

## GemarkungAlthausen
| Lage                 | Objekt | Akten-Nr.     | Bild |
| -------------------- | --- | ------------- | ---- |
| Althausen (Standort) | Archäologische Befunde des Mittelalters und der frühen Neuzeit im Bereich der Katholischen Pfarrkirche St. Magdalena von Althausen mit teilweise überlieferten, teilweise abgegangenen Kirchgaden. | D-6-5728-0098 |      |

## GemarkungAub
| Lage           | Objekt | Akten-Nr.     | Bild |
| -------------- | --- | ------------- | ---- |
| Aub (Standort) | Archäologische Befunde des Mittelalters und der frühen Neuzeit, darunter Vorgängeranlagen und Körpergräber, im Bereich der Kuratiekirche St. Peter und Paul von Aub mit befestigtem Kirchhof. | D-6-5728-0100 |      |

## Gemarkung Bad Königshofen i.Grabfeld
| Lage                                  | Objekt | Akten-Nr.     | Bild |
| ------------------------------------- | --- | ------------- | ---- |
| Bad Königshofen i.Grabfeld (Standort) | Bestattungsplatz der Merowingerzeit. | D-6-5628-0017 |      |
| Bad Königshofen i.Grabfeld (Standort) | Archäologische Befunde des Mittelalters und der frühen Neuzeit im Bereich der Altstadt von Bad Königshofen i.Grabfeld. | D-6-5628-0102 |      |
| Bad Königshofen i.Grabfeld (Standort) | Archäologische Befunde des Mittelalters und der frühen Neuzeit im Bereich der mittelalterlichen Stadtbefestigung und der obertägig weitgehend erhaltenen Bastionsbefestigung des 17. und 18. Jahrhunderts von Bad Königshofen i.Grabfeld. | D-6-5628-0103 |      |
| Bad Königshofen i.Grabfeld (Standort) | Archäologische Befunde des Mittelalters und der frühen Neuzeit im Bereich der Katholischen Stadtpfarrkirche Mariä Himmelfahrt von Bad Königshofen i.Grabfeld sowie Körpergräber.                                                          | D-6-5628-0105 |      |
| Bad Königshofen i.Grabfeld (Standort) | Archäologische Befunde der frühen Neuzeit im Bereich des ehemaligen Kapuzinerklosters mit Klosterkirche St. Johannes Evangelista von Bad Königshofen i.Grabfeld.                                                                          | D-6-5628-0106 |      |
| Bad Königshofen i.Grabfeld (Standort) | Archäologische Befunde des Mittelalters und der frühen Neuzeit im Bereich der sog. Alten Burg des 14. bis 16. Jahrhunderts und des ehemaligen Würzburger Amtsschlosses des 17. und 18. Jahrhunderts.                                      | D-6-5628-0107 |      |
| Bad Königshofen i.Grabfeld (Standort) | Siedlung der Hallstattzeit, der jüngeren Latènezeit, der römischen Kaiserzeit, der Völkerwanderungszeit und des frühen Mittelalters. | D-6-5728-0001 |      |
| Bad Königshofen i.Grabfeld (Standort) | Mittelalterlicher Burgstall auf dem Blankenberg. | D-6-5728-0101 |      |

## GemarkungBundorfer Forst
| Lage                       | Objekt                                                                 | Akten-Nr.     | Bild |
| -------------------------- | ---------------------------------------------------------------------- | ------------- | ---- |
| Bundorfer Forst (Standort) | Abschnitte einer spätmittelalterlichen bis frühneuzeitlichen Landwehr. | D-6-5729-0024 |      |

## GemarkungEyershausen
| Lage                   | Objekt | Akten-Nr.     | Bild |
| ---------------------- | --- | ------------- | ---- |
| Eyershausen (Standort) | Siedlung des Mittelneolithikums sowie Bestattungsplatz vorgeschichtlicher Zeitstellung.                                                                                      | D-6-5629-0001 |      |
| Eyershausen (Standort) | Siedlung der Linearbandkeramik und des Mittelneolithikums. | D-6-5629-0002 |      |
| Eyershausen (Standort) | Höhensiedlung des Mittelneolithikums und des Jung- bis Endneolithikums. | D-6-5629-0003 |      |
| Eyershausen (Standort) | Archäologische Befunde im Bereich der frühneuzeitlichen Katholischen Pfarrkirche St. Wendelin von Eyershausen mit mittelalterlichen Vorgängerbauten und ummauertem Kirchhof. | D-6-5629-0016 |      |
| Eyershausen (Standort) | Bestattungsplatz mit Grabhügeln vorgeschichtlicher Zeitstellung. | D-6-5629-0026 |      |

## GemarkungGabolshausen
| Lage                    | Objekt | Akten-Nr.     | Bild |
| ----------------------- | --- | ------------- | ---- |
| Gabolshausen (Standort) | Siedlung der Linearbandkeramik und der Urnenfelderzeit. | D-6-5729-0001 |      |
| Gabolshausen (Standort) | Archäologische Befunde des Mittelalters und der frühen Neuzeit, darunter Befunde von Vorgängerbauten und Körpergräber, im Bereich der um 1911 errichteten Katholischen Filialkirche St. Laurentius von Gabolshausen. | D-6-5729-0053 |      |
| Gabolshausen (Standort) | Archäologische Befunde des Mittelalters und der frühen Neuzeit im Bereich des Torhauses der ehemalige Ortsbefestigung von Gabolshausen.                                                                              | D-6-5729-0054 |      |

## GemarkungIpthausen
| Lage                 | Objekt | Akten-Nr.     | Bild |
| -------------------- | --- | ------------- | ---- |
| Ipthausen (Standort) | Archäologische Befunde des Mittelalters und der frühen Neuzeit im Bereich der Katholischen Wallfahrtskirche Mariae Geburt von Ipthausen und untertägige Bauteile von Vorgängerbauten. | D-6-5628-0120 |      |
| Ipthausen (Standort) | Siedlung vor- und frühgeschichtlicher Zeitstellung. | D-6-5728-0073 |      |

## GemarkungMerkershausen
| Lage                     | Objekt | Akten-Nr.     | Bild |
| ------------------------ | --- | ------------- | ---- |
| Merkershausen (Standort) | Bestattungsplatz mit verebneten Grabhügeln vorgeschichtlicher Zeitstellung mit Bestattungen der Hallstattzeit.                                                              | D-6-5728-0006 |      |
| Merkershausen (Standort) | Grabenwerk des Neolithikums sowie Bestattungsplatz mit verebneten Grabhügeln vorgeschichtlicher Zeitstellung mit Bestattungen der Hallstattzeit.                            | D-6-5728-0007 |      |
| Merkershausen (Standort) | Siedlung der Linearbandkeramik, der Urnenfelderzeit, der jüngeren Latènezeit und der römischen Kaiserzeit.                                                                  | D-6-5728-0008 |      |
| Merkershausen (Standort) | Bestattungsplatz mit Grabhügel vorgeschichtlicher Zeitstellung. | D-6-5728-0011 |      |
| Merkershausen (Standort) | Siedlung der Linearbandkeramik. | D-6-5728-0059 |      |
| Merkershausen (Standort) | Archäologische Befunde des Mittelalters und der frühen Neuzeit im Bereich der Katholischen Kirche St. Martin von Merkershausen mit Vorgängerbauten und ummauertem Kirchhof. | D-6-5728-0085 |      |
| Merkershausen (Standort) | Siedlung des frühen Mittelalters. | D-6-5728-0133 |      |

## GemarkungUntereßfeld
| Lage                   | Objekt | Akten-Nr.     | Bild |
| ---------------------- | --- | ------------- | ---- |
| Untereßfeld (Standort) | Siedlung der Linearbandkeramik, des Mittelneolithikums, der jüngeren Latènezeit und der römischen Kaiserzeit. | D-6-5729-0002 |      |
| Untereßfeld (Standort) | Siedlung des Neolithikums. | D-6-5729-0003 |      |
| Untereßfeld (Standort) | Bestattungsplatz mit Grabhügeln vorgeschichtlicher Zeitstellung mit Bestattungen der Hallstattzeit. | D-6-5729-0004 |      |
| Untereßfeld (Standort) | Bestattungsplatz mit Grabhügeln vorgeschichtlicher Zeitstellung. | D-6-5729-0005 |      |
| Untereßfeld (Standort) | Siedlung vor- und frühgeschichtlicher Zeitstellung. | D-6-5729-0033 |      |
| Untereßfeld (Standort) | Siedlung vor- und frühgeschichtlicher Zeitstellung. | D-6-5729-0034 |      |
| Untereßfeld (Standort) | Archäologische Befunde im Bereich des frühneuzeitlichen ehemalige Wasserschlosses in Untereßfeld. | D-6-5729-0050 |      |
| Untereßfeld (Standort) | Archäologische Befunde des Mittelalters und der frühen Neuzeit im Bereich der Katholischen Pfarrkirche Johannes der Täufer und Aquilin von Untereßfeld, untertägige Bauteile von Vorgängerbauten und ummauerter Kirchhof. | D-6-5729-0058 |      |